# Augusta longifolia
Augusta longifolia är en måreväxtart som först beskrevs av Spreng., och fick sitt nu gällande namn av Alfred Rehder. Augusta longifolia ingår i släktet Augusta och familjen måreväxter.

## Underarter
Arten delas in i följande underarter:
- A. l. longifolia
- A. l. parvifolia